# Bahnhof Hamburg-Rahlstedt
Der Bahnhof Hamburg-Rahlstedt ist ein Regionalbahnhof in der Stadt Hamburg, er liegt an der 1865 eröffneten Bahnstrecke Lübeck–Hamburg.

## Hintergrund

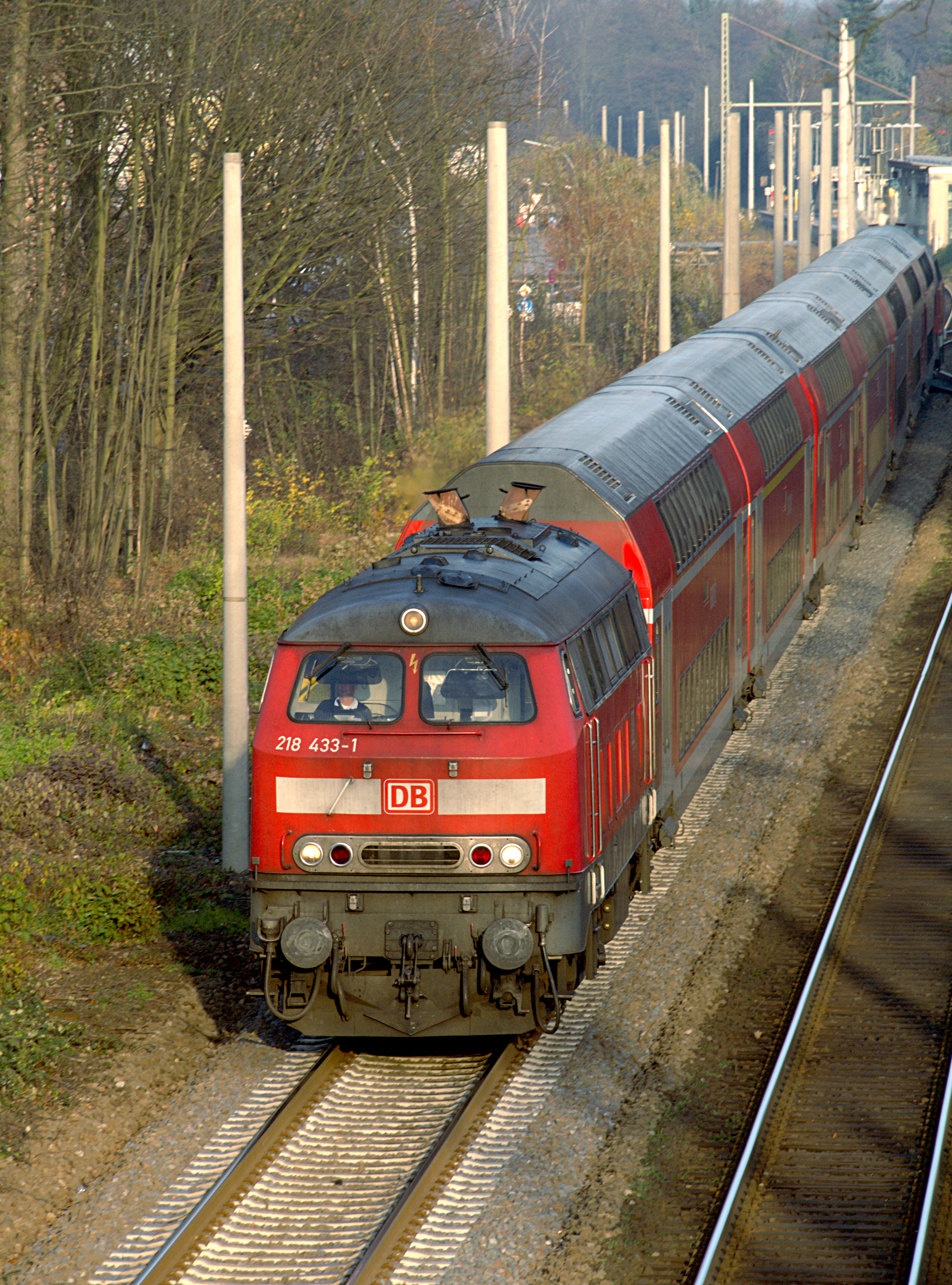
Der RE8 (Hamburg Hbf - Lübeck-Travemünde Strand) passiert Rahlstedt ohne Halt

Der im Osten Hamburgs liegende Bahnhof wird durch die Regionalbahnlinie RB81 der DB Regio Nord bedient, welche von Hamburg Hauptbahnhof über Ahrensburg nach Bad Oldesloe verkehrt.
Ursprünglich trug der Bahnhof den Namen „Altrahlstedt“, erst mit dem Groß-Hamburg-Gesetz von 1937 kam das bis dahin preußische Rahlstedt zu Hamburg.
Nordöstlich liegt der Bahnhofsteil Hamburg-Rahlstedt Bbf mit einem Ausweichgleis.

## Planungen
Bereits in Bau ist die neue Linie S4 der S-Bahn Hamburg, welche die RB81 komplett ersetzen wird. Hierdurch wird es aus den westlichen Bezirken Hamburgs sowie aus Richtung City-S-Bahn Hamburg eine Direktverbindung nach Rahlstedt und die anderen Stadtteile im Osten Hamburgs geben. Die S4 soll im Dezember 2027 bis Hamburg-Rahlstedt in Betrieb gehen. 

## Elektrische Kleinbahn Alt-Rahlstedt–Volksdorf–Wohldorf
Von 1904 bis 1934 begann die Elektrische Kleinbahn Alt-Rahlstedt–Volksdorf–Wohldorf westlich des Bahnhofs. In Höhe des LBE-Bahnhofes gab es eine Ausweiche und einen Bahnsteig, 400 m südlich gab es zwei Übergabegleise zur LBE.
| Linie           | Zuglauf | Zuglauf | Takt                                                                                             | Eisenbahnverkehrsunternehmen | Fahrzeugmaterial                                 |
| --------------- | --- | --- | ------------------------------------------------------------------------------------------------ | ---------------------------- | ------------------------------------------------ |
| RB 81           | Hamburg Hauptbahnhof – Hamburg-Hasselbrook – Hamburg-Tonndorf – Hamburg-Rahlstedt – Ahrensburg – Ahrensburg-Gartenholz – Bargteheide – Kupfermühle – Bad Oldesloe | Hamburg Hauptbahnhof – Hamburg-Hasselbrook – Hamburg-Tonndorf – Hamburg-Rahlstedt – Ahrensburg – Ahrensburg-Gartenholz – Bargteheide – Kupfermühle – Bad Oldesloe | halbstündlich nach Bargteheide / stündlich nach Bad Oldesloe mit HVZ-Verstärker nach Hamburg Hbf | DB Regio Schleswig-Holstein  | Bombardier Traxx + 6 Bombardier-Doppelstockwagen |
| Stand: Mai 2024 | | |                                                                                                  |                              |                                                  |

Am Bahnhof verkehren mehrere Stadtbuslinien.